# Sainte-Eulalie (Ardèche)
Sainte-Eulalie is een gemeente in het Franse departement Ardèche (regio Auvergne-Rhône-Alpes) en telt 240 inwoners (2004). De plaats maakt deel uit van het arrondissement Largentière.

## Geografie
De oppervlakte van Sainte-Eulalie bedraagt 21,6 km², de bevolkingsdichtheid is 11,1 inwoners per km². De bron van de Loire ligt in deze gemeente, op de flank van de mont Gerbier-de-Jonc (1551 m). De waterscheiding tussen de Atlantische Oceaan en de Middellandse Zee loopt door de gemeente.

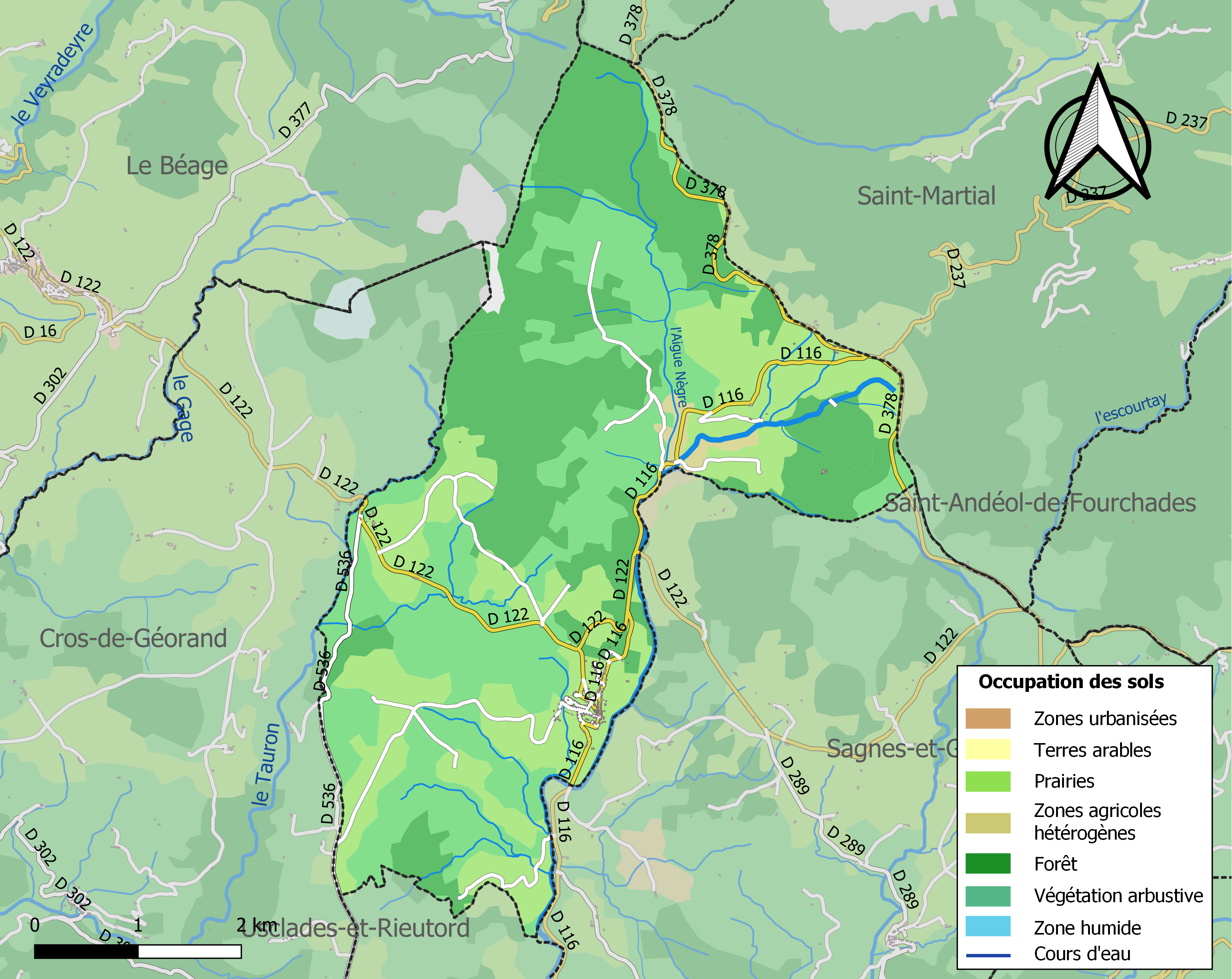
Kaart van de gemeente met belangrijkste infrastructuur, bodemgebruik en omliggende gemeenten

## Demografie
Onderstaande figuur toont het verloop van het inwonertal (bron: INSEE-tellingen).

Vanwege een beveiligingsprobleem met de MediaWiki Graph-software is het momenteel niet mogelijk deze grafiek weer te geven. Zodra de software is bijgewerkt zal de grafiek vanzelf weer zichtbaar worden.